# غوس كينورثي
غوس كينورثي (بالإنجليزية: Gus Kenworthy) هو يوتيوبي أمريكي، ولد في 1 أكتوبر 1991 في تشيلمسفورد في المملكة المتحدة.

## وصلات خارجية
- الموقع الرسمي
- غوس كينورثي على موقع الاتحاد الدولي للتزلج (التزلج الحر) (الإنجليزية)
- غوس كينورثي على موقع اللجنة الأولمبية الدولية (الإنجليزية)
- غوس كينورثي على موقع أوليمبيديا (الإنجليزية)
- غوس كينورثي على موقع اللجنة الأولمبية والبارالمبية الأمريكية (الإنجليزية)
- غوس كينورثي على موقع ألعاب إكس (مؤرشف) (الإنجليزية)
- غوس كينورثي على موقع IMDb (الإنجليزية)
- غوس كينورثي على موقع قاعدة بيانات الفيلم (الإنجليزية)